# Guénéibe
Guénéibe is een gemeente (commune) in de regio Koulikoro in Mali. De gemeente telt 8800 inwoners (2009).